# Křesťanství v Albánii
Křesťanství v Albánii je druhé největší náboženství po islámu. Křesťanství bylo na území dnešní Albánie přivedeno nejspíše samotným Pavlem. Někteří albánští biskupové se zúčastnili již nikejského koncilu v roce 325. Většina Albánců žila na území Byzance a tedy se po církevním schizmatu řadila mezi pravoslavné, nicméně již tehdy měla Albánie na severu příslušníky katolicismu a katolická církev měla stále se rozšiřující vliv. Ve 13. století se zvedal vliv Benátčanů na jihovýchodní Evropu, v Albánii se usadili i Františkáni. S příchodem Osmanů začali Albánci masivně přijímat islám, a ten vyznává většina národa.

## Demografie
Podle sčítání lidu z roku 2011 tvoří křesťané necelých 17 % obyvatelstva. Podle jiných zdrojů je počet katolíků v zemi až 18 % a až 20 % pravoslavných. 
| Název církve                                                                                       | 1923    | 1927    | 1942    | 2011    |
| -------------------------------------------------------------------------------------------------- | ------- | ------- | ------- | ------- |
| Církev římskokatolická                                                                             | 85 000  | 88 739  | 113 891 | 280 921 |
| Albánská pravoslavná církev                                                                        | 171 000 | 181 051 | 229 080 | 188 992 |
| Protestantství (v širším slova smyslu, 70 % protestantů v Albánii neuvedlo specifickou denominaci) | Nezj.   | Nezj.   | Nezj.   | 5 616   |

## Historie

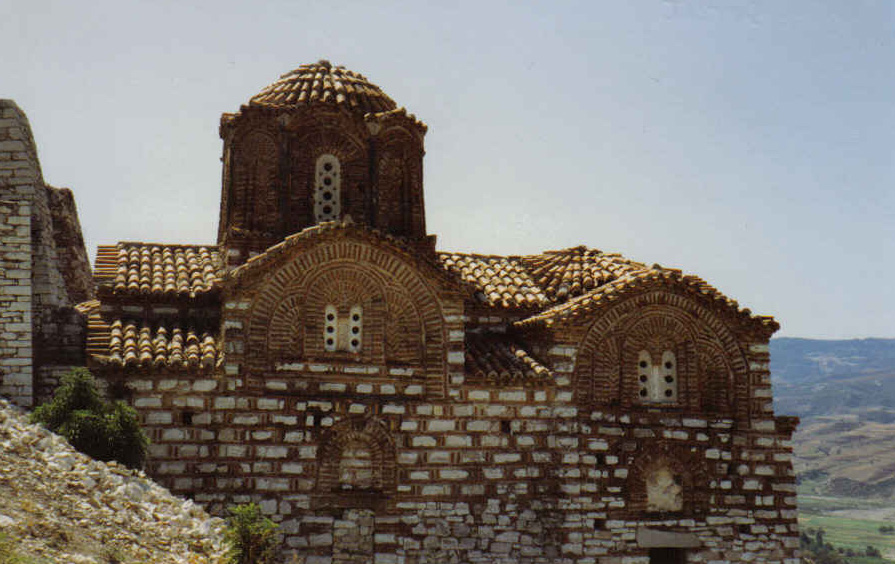
Pravoslavný kostel v Beratu

Křesťanství má v zemi hluboce zakořeněnou perzekuci. Hodžův režim v zemi nechal mnoho kostelů (a dalších sakrálních staveb) zbořit, a jako první země na světě byla Albánie prohlášena státně ateistickou.  Křesťané však netrpěli pouze za komunismu, v muslimských částech venkova stále mohou křesťané čelit ostrakizaci a diskriminaci. 
Nejhlubší perzekucí ovšem byla ta, kterou v Albánii vykonávala Osmanská říše, ta se národu mstila za Skanderbergova tažení brutálním potlačováním křesťanské víry, jak násilím, tak politickým nátlakem. Osmané tak úspěšně většinu národa konvertovali k sunnitskému islámu (58 % populace), nicméně silnou tradici má v Albánii i bektašíja, ke které se hlásí 2 % populace. Jde o islámský směr, který je velice podobný alevitům (Mohammed a Alí mají stejnou váhu jako Alláh, nemodlí se, atd.), toto hnutí bylo stejně jako křesťanství Osmany velice potlačováno.
První pravoslavnou mší slouženou albánsky nebyla mše konající se v Albánii, ale ve Philadelphii, kde je silná albánská komunita, která pravoslaví v době komunistické perzekuce udržela v rámci národa alespoň částečně naživu, přesto pravoslaví během komunismu ztratilo kolem 100 tisíc věřících.